# Vendula Šlechtová
Vendula Bohlen Šlechtová (*10. února 1979 Mělník) je česká ichtyoložka, která se věnuje fylogenetice, fylogeografii, evoluci a molekulární taxonomii ryb. Od roku 2003 se věnuje výzkumu diversity nadčeledi Cobitoidea.

## Život
Vendula Šlechtová studovala v letech 1998–2001 na Biologické fakultě Jihočeské univerzity v Českých Budějovicích, bakalářské studium ukončila získáním akademického titulu Bc. V letech  2001–2004 pokračovala v magisterském studiu ukončeném akademickým titulem Mgr. V letech 2004–2008 pokračovala v doktorském studiu, které ukončila dizertační prací a získala akademický titul titul Ph.D. V letech 2008–2014 pracovala jako postdoktorant v Laboratoři genetiky ryb Ústavu živočišné fyziologie a genetiky AV ČR v Liběchově a od roku 2014 v tomtéž ústavu pracuje jako vědecký pracovník.
Zabývá se studiem biodiversity a evolučními vztahy sladkovodních ryb na různých taxonomických úrovních s využitím molekulárně genetických metod. Od roku 2003 se věnuje výzkumu diversity nadčeledi Cobitoidea s cílem poskládat dohromady informace z různých zdrojů (molekulární genetika, cytogenetika, morfologie, ekologie,….) a pokusit se o co nejpřesnější rekonstrukci evoluční historie sekavcoidních ryb.
V roce 2012 získala Prémii Otto Wichterleho a Cenu časopisu 21. století, ocenění pro mladé vědecké pracovníky Akademie věd. V roce 2013 jí bylo uděleno čestné uznání v soutěži L’OREAL – UNESCO pro ženy ve vědě, kde se stala finalistkou.
Je matkou syna.
Je členkou revizní komise v Hovawart klubu ČR.